# Museo Arqueológico Jorge R. Acosta
El Museo Arqueológico Jorge R. Acosta es un museo arqueológico, ubicado en Tula de Allende, estado de Hidalgo, México.

## Arquitectura
Es un museo de una sola planta dividido en cinco secciones temáticas.

## Historia
El museo  debe su nombre al arqueólogo Jorge Ruffier Acosta que realizó trabajos en la zona arqueológica de Tollan-Xicocotitlan durante los años 1940; el museo y la zona arqueológica fue inaugurada por el presidente de México, José López Portillo el 16 de noviembre de 1982. La Sala de Orientación Guadalupe Mastache fue inaugurada en diciembre de 2004,  como complemento del museo.
El 9 de agosto de 2018 el museo cerro para dar mantenimiento a la parte arquitectónica (instalaciones hidrosanitarias, eléctrica, de seguridad, impermeabilización, pisos, acabados, cambio de mobiliario en baños, reubicación de taquilla, sala interpretativa).

## Instalaciones

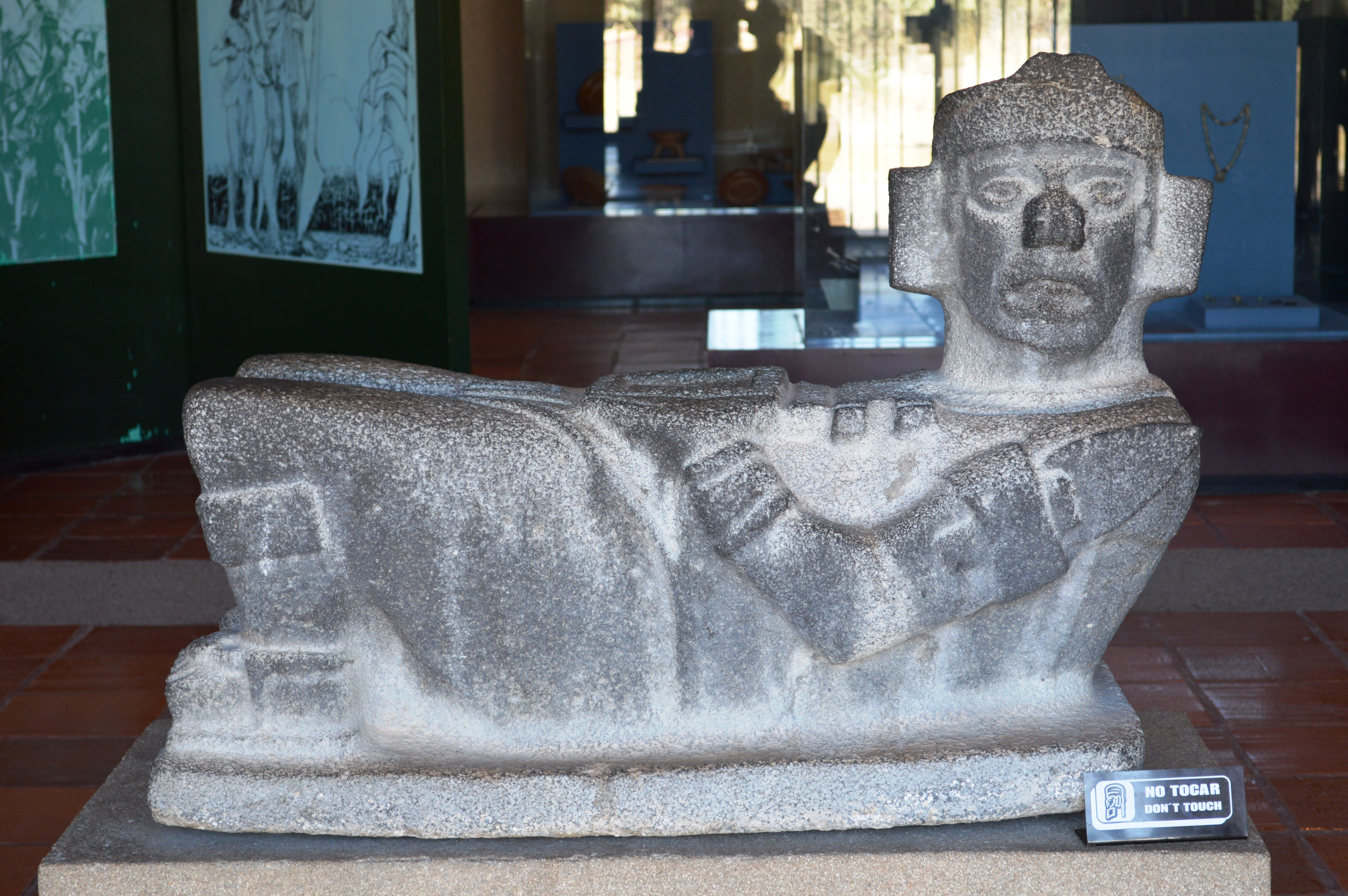
Chac mool, encontrado en el Palacio Quemado. Medidas: 1.10 m de frente, 81.5 cm de alto y 52 cm de fondo.

Antes de su cierre el museo contaba con:
- 1.ª sección muestra, a través de mamparas, una reseña histórica de las personalidades dedicadas a la investigación de la zona arqueológica de Tula. Con planos se ilustra la ubicación de los edificios, las áreas de excavación y el área de montículos, así como también en maquetas se describe la ubicación geográfica de la Cultura tolteca.
- 2.ª sección trata el tema de la organización política y social de los Toltecas. En vitrinas se exponen relieves con el símbolo de la guerra, relieves de águilas devorando serpientes así como la figura de un sacerdote. En piedra hay un estandarte con figura humana y un jaguar, y en barro hay figurillas humanas.
- 3.ª sección se habla de la religión tolteca y de las costumbres funerarias. Para ello, en vitrinas se exhiben restos humanos y piedras labradas con el símbolo de Venus y la representación de Quetzalcoatl, como estrella de la mañana. Hay una vasija de barro con púas, utilizada en los sacrificios y un bracero con la figura de Tláloc.
- 4.ª sección se dedica a la arquitectura Tolteca y en ella se describen el juego de pelota y el edificio Coatepantli. Aquí se muestran remates arquitectónicos, restos de columnas serpentinas y los pies de un atlante.
- 5.ª sección se dedica a la cerámica y ella se muestran vasijas sencillas y trípodes.
- 6.ª sección para ampliar el tema de la política y de la lapidaria, se exponen puntas de lanza, puntas de proyectil y raspadores, así como molcajetes, una cabeza de soldado, collares, orejeras y narigueras. En la última sección se describe la economía Tolteca, así como el abandono de la ciudad y la salida de Quetzalcoatl; para ello se observan objetos de concha y hueso, vasijas, instrumentos musicales y pendientes de cobre y cerámica Mexica hallada en el lugar.